# Isabella di Danimarca
Isabella di Danimarca (nome completo Isabella Henrietta Ingrid Margrethe; Copenaghen, 21 aprile 2007) è una principessa danese, secondogenita di Federico X e di Mary Donaldson.
È seconda in linea di successione al trono dopo il fratello maggiore Cristiano.

## Biografia

### Nascita e battesimo

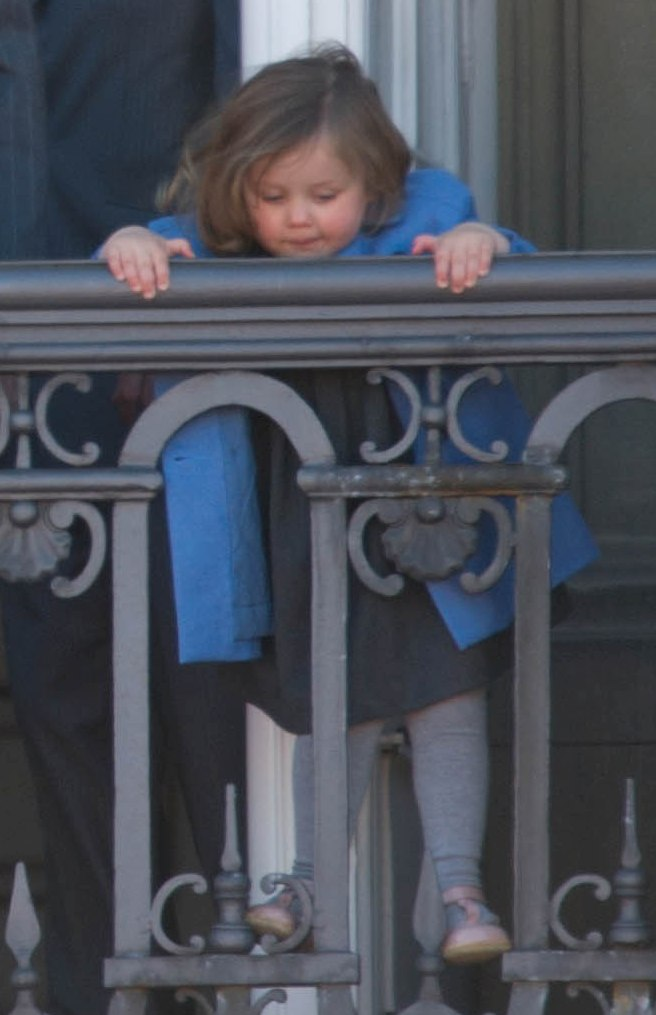
Isabella nel 2010

Nacque il 21 aprile 2007 al Rigshospitalet, l'ospedale universitario di Copenaghen. È la prima principessa danese dal 1946. Dopo la sua nascita furono sparati 21 colpi di cannone.
La principessa Isabella è stata battezzata il 1º luglio 2007 nella cappella del Palazzo di Fredensborg. I suoi padrini includevano la regina consorte del Belgio, Mathilde, e la principessa Alessia di Grecia (cugina di primo grado di re Frederik X).

### Istruzione
Il 13 agosto 2013 Isabella iniziò a frequentare la Tranegårdskolen a Gentofte, scuola del fratello maggiore. Il 6 gennaio 2020 cominciò assieme ai fratelli un soggiorno programmato di 12 settimane presso la Lemania-Verbier International School a Verbier, in Svizzera, ma dovettero rientrare in Danimarca per via della pandemia di COVID-19.
L'8 agosto 2022 entrò alla Ingrid Jespersens Gymnasieskole di Copenaghen e dall'estate del 2023 studia all'Øregård Gymnasium di Hellerup.

### Incarichi di corte
Isabella ha partecipato al suo primo incarico di corte il 6 giugno 2015 per il battesimo ufficiale di un traghetto, il M/F Prinsesse Isabella, utilizzato sulla tratta tra Jutland e Samsø.

## Titoli e trattamento
- 21 aprile 2007 - 29 aprile 2008: Sua Altezza Reale, la principessa Isabella di Danimarca
  - Hendes Kongelige Højhed, prinsesse Isabella til Danmark
- 29 aprile 2008 - attuale: Sua Altezza Reale, la principessa Isabella di Danimarca, contessa di Monpezat
  - Hendes Kongelige Højhed, prinsesse Isabella til Danmark, komtesse af Monpezat

## Ascendenza
|                              |                 |                          | Genitori                             |  |  | Nonni |  |  | Bisnonni                     |  |  | Trisnonni                    |  |
|                              |                 |                          |                                      |  |  |       |  |  | André de Laborde de Monpezat |  |  | Henri de Laborde de Monpezat |  |
|                              |                 |                          |                                      |  |  |       |  |  | André de Laborde de Monpezat |  |  | Henri de Laborde de Monpezat |  |
|                              |                 | Henriette Hallberg       |                                      |  |  |       |  |  | André de Laborde de Monpezat |  |  |                              |  |
| Henri de Laborde de Monpezat |                 |                          |                                      |  |  |       |  |  | André de Laborde de Monpezat |  |  |                              |  |
|                              |                 | Renée Yvonne Doursenot   | Maurice Yvonne Doursenot             |  |  |       |  |  |                              |  |  |                              |  |
|                              |                 | Renée Yvonne Doursenot   | Maurice Yvonne Doursenot             |  |  |       |  |  |                              |  |  |                              |  |
|                              |                 | Renée Yvonne Doursenot   | Marthe Gay                           |  |  |       |  |  |                              |  |  |                              |  |
| Federico X di Danimarca      |                 | Renée Yvonne Doursenot   |                                      |  |  |       |  |  |                              |  |  |                              |  |
|                              |                 | Federico IX di Danimarca | Cristiano X di Danimarca             |  |  |       |  |  |                              |  |  |                              |  |
|                              |                 | Federico IX di Danimarca | Cristiano X di Danimarca             |  |  |       |  |  |                              |  |  |                              |  |
|                              |                 | Federico IX di Danimarca | Alessandrina di Meclemburgo-Schwerin |  |  |       |  |  |                              |  |  |                              |  |
| Margherita II di Danimarca   |                 | Federico IX di Danimarca |                                      |  |  |       |  |  |                              |  |  |                              |  |
|                              |                 | Ingrid di Svezia         | Gustavo VI Adolfo di Svezia          |  |  |       |  |  |                              |  |  |                              |  |
|                              |                 | Ingrid di Svezia         | Gustavo VI Adolfo di Svezia          |  |  |       |  |  |                              |  |  |                              |  |
|                              |                 | Ingrid di Svezia         | Margherita di Connaught              |  |  |       |  |  |                              |  |  |                              |  |
| Isabella di Danimarca        |                 | Ingrid di Svezia         |                                      |  |  |       |  |  |                              |  |  |                              |  |
|                              | Peter Donaldson | Alexander Donaldson      |                                      |  |  |       |  |  |                              |  |  |                              |  |
|                              | Peter Donaldson | Alexander Donaldson      |                                      |  |  |       |  |  |                              |  |  |                              |  |
|                              | Peter Donaldson | Jean Stevenson           |                                      |  |  |       |  |  |                              |  |  |                              |  |
| John Dalgleish Donaldson     | Peter Donaldson |                          |                                      |  |  |       |  |  |                              |  |  |                              |  |
|                              |                 | Mary Dalgleish           | John Dalgleish                       |  |  |       |  |  |                              |  |  |                              |  |
|                              |                 | Mary Dalgleish           | John Dalgleish                       |  |  |       |  |  |                              |  |  |                              |  |
|                              |                 | Mary Dalgleish           | Barbara McDonald Baisley             |  |  |       |  |  |                              |  |  |                              |  |
| Mary Donaldson               |                 | Mary Dalgleish           |                                      |  |  |       |  |  |                              |  |  |                              |  |
|                              |                 | Archibald Horne          | John Tomas Tait Horne                |  |  |       |  |  |                              |  |  |                              |  |
|                              |                 | Archibald Horne          | John Tomas Tait Horne                |  |  |       |  |  |                              |  |  |                              |  |
|                              |                 | Archibald Horne          | Henriette Clark                      |  |  |       |  |  |                              |  |  |                              |  |
| Henriette Clark Horne        |                 | Archibald Horne          |                                      |  |  |       |  |  |                              |  |  |                              |  |
|                              |                 | Elizabeth Gibson Melrose | William Melrose                      |  |  |       |  |  |                              |  |  |                              |  |
|                              |                 | Elizabeth Gibson Melrose | William Melrose                      |  |  |       |  |  |                              |  |  |                              |  |
|                              |                 | Elizabeth Gibson Melrose | Catherine Smith                      |  |  |       |  |  |                              |  |  |                              |  |
|                              |                 | Elizabeth Gibson Melrose |                                      |  |  |       |  |  |                              |  |  |                              |  |